# Charles Ruffell
Charles Henry Ruffell (* 16. September 1888 in London, Vereinigtes Königreich; † 9. November 1923 ebenda) war ein britischer Leichtathlet.
Ruffell zeichnete sich durch seine Vielseitigkeit aus. Von 1909 an war er bei den Amateurmeisterschaften von England (AAA Championships) regelmäßig über 880 Yards am Start. Von 1912 an absolvierte er auch Hindernisläufe. 1913 gewann er die Meisterschaft im 2000-Meter-Hindernislauf.
1912 wurde er in den britischen Olympiakader berufen. In Stockholm ging er in drei Disziplinen an den Start. Sowohl im Wettbewerb über 1500 Meter als auch über 5000 und 10.000 Meter schied er in der ersten Runde aus.
Weitere internationale Einsätze absolvierte Charles Ruffell im Crosslauf. 1910, 1912 und 1914 startete er für England beim Cross der Nationen, dem Vorläufer der Crosslauf-Weltmeisterschaften. 1910 siegte er mit England in der Mannschaftswertung.
Im Ersten Weltkrieg diente er als Pionier im Corps der Royal Engineers. Am 9. November 1923 starb Charles Ruffell im Alter von 35 Jahren an den Folgen einer Lungenentzündung.